# Normativa relacionada amb la violència de gènere
La violència de gènere no és un problema que afecti només a l'àmbit privat. Es tracta d'una violència que es dirigeix sobre les dones pel fet mateix de ser-ho, per ser considerades, inferiors pels seus agressors, i considerar que han de tenir menys drets i llibertats, respecte el gènere masculí. I per això durant els llargs dels anys s'han elaborat diferents normatives per tal de fomentar la igualtat de gènere. Aquestes normatives són a nivell Internacional, Estatal (Espanya) i Autonòmica (Catalunya).

## Normativa Internacional

### La Declaració Universal de Drets Humans (1948)
L'Assemblea General proclama la present Declaració Universal dels Drets Humans com a ideal comú pel qual tots els pobles i nacions han d'esforçar-se, amb el fi que tant els individus com les institucions, inspirant-se constantment en ella, promoguin, l'ensenyament i l'educació, el respecte d'aquests drets i llibertats, mitjançant mesures progressives de caràcter nacional i internacional, i el seu reconeixement i aplicació universals i efectius, tant entre els pobles dels Estats membres com entre els territoris situats sota la seva jurisdicció.
L'ONU proposa a través de la Declaració Universal dels Drets Humans diferents punts sobre la protecció de les dones, recopilada el 10 de desembre de 1948.

### Convenció sobre la eliminació de totes les formes de discriminació contra la dona (1979)
La Convenció sobre la eliminació de totes les formes de discriminació contra la dona va ser aprovada el 18 de desembre de 1979, per l'Assemblea General de les Nacions Unides la qual va entrar en vigor com a tractat internacional el 3 de setembre de 1981 després de la seva ratificació per 20 països.
La Convenció va ser la culminació de més de 30 anys de treball de la Comissió de la Condició Jurídica i Social de la Dona, òrgan creat el 1946 per seguir de prop la situació de la dona i promoure els seus drets. El treball de la Comissió ha posat de manifest totes les esferes en què a la dona se li nega la igualtat. Aquests esforços en pro de l'avançament de la dona han desembocat a diverses declaracions i convencions, de les quals la Convenció sobre l'eliminació de totes les formes de discriminació contra la dona és el document fonamental i més ampli.

## Normativa Estatal (Espanya)

### “Llei 27/2003 reguladora de l'Orde de protecció.”
La Llei reguladora de l'ordre de protecció de les víctimes de la violència domèstica és una llei que regula la manera de protegir les dones víctimes de violència de gènere. Determina el procediment a seguir per denunciar el maltractament i violència contra un individu.

### “Llei orgànica 1/2004 de mesures de protecció integral.”
La Llei orgànica de mesures de protecció integral contra la violència de gènere és un norma jurídica essencial per a l'erradicació de la violència sobre les dones. Assenyala els objectius a aconseguir, així com les diferents mesures en educació, publicitat, sanitat, etc. Determina les funcions dels jutjats de violència sobre la dona, els delictes de violència de gènere i les seves sancions. El preàmbul i els tres primers articles són fonamentals per entendre aquesta important llei.

### “Llei orgànica 3/2007, de 22 de març, per a la igualtat efectiva de dones i homes.”
La Llei orgànica per a la igualtat efectiva de dones i homes és un conjunt de normes jurídiques per tractar d'aconseguir una igualtat efectiva entre homes i dones, promovent la no discriminació directa o indirecta relacionada amb els obstacles i estereotips socials.

## Normativa Autonòmica (Catalunya)

### “Llei 5/2008, de 24 d'abril, del dret de les dones a erradicar la violència masclista.”
La Llei 5/2008, de 24 d'abril, del dret de les dones a erradicar la violència masclista consagra i garanteix un conjunt de drets per restituir el projecte de vida de les dones en situació de violència masclista. Els objectius d'aquesta llei són: Erradicar la violència masclista i remoure les estructures socials i els estereotips culturals que la perpetuen, i establir mesures integrals de prevenció, detecció i sensibilització amb la finalitat d'erradicar-la de la societat.

### "Llei 17/2015, del 21 de juliol, d'igualtat efectiva de dones i homes".
La Llei d'igualtat efectiva de dones i homes estableix i regular els mecanismes i els recursos per a fer efectiu el dret a la igualtat i a la no-discriminació per raó de sexe en tots els àmbits, etapes i circumstàncies de la vida.